# بيتر روبنسون (رسام)
بيتر روبنسون (بالإنجليزية: Peter Robinson)‏ هو نحات ورسام وفنان نيوزيلندي، ولد في 1966 في أشبورتون ‏ في نيوزيلندا.